# Ściana (film 1982)
Ściana lub Mur (ang. Pink Floyd – The Wall) – film brytyjskiego reżysera Alana Parkera oparty na albumie The Wall zespołu Pink Floyd z 1979 roku, wyprodukowany przez MGM. Scenariusz napisał wokalista i basista zespołu, Roger Waters. Główną rolę Pinka gra Bob Geldof (według początkowych planów miał ją odgrywać Waters).

## O filmie
Tłem filmu jest muzyka z oryginalnego albumu Pink Floyd, w większości nagrana ponownie przez Watersa z udziałem innych muzyków oraz aranżacji orkiestrowych, bądź też zmieniona w postaci drobnych modyfikacji tekstu czy melodii. Dwa z utworów, które nie znalazły się na płycie pojawiły się w filmie. When the Tigers Broke Free powstało specjalnie na potrzeby filmu, a What Shall We Do Now? nie zostało umieszczone na oryginalnym albumie dla oszczędności miejsca, wykonywane jednak było na koncertach. Film jest bogaty w metaforykę oraz symbolizm, głównie w sferze obrazu i dźwięku. Charakteryzuje go znikomość dialogów oraz niechronologiczność fabuły podążająca śladami przekazu muzyki Pink Floyd. Jedynymi utworami znajdującym się na albumie, które nie trafiły do filmu, były Hey You (który dołączony został jako usunięta scena do wydania DVD) oraz The Show Must Go On.
Około piętnastu minut materiału stanowią sekwencje animowane autorstwa Geralda Scarfe, mającego duży wpływ na ogólny wygląd produkcji. Animacje przedstawiają między innymi śmiałą i przerażającą wizję wojny, szczególnie niemieckiego bombardowania Anglii podczas II wojny światowej, akompaniowanego w filmie piosenką Goodbye Blue Sky.
Roger Waters wyraził niezadowolenie z ostatecznego wyglądu filmu i niejednokrotnie spierał się z reżyserem Alanem Parkerem o naturę filozoficzną filmu. W wywiadzie z 1988 dla australijskiego radia Waters mówił: „Końcowo byłem trochę zawiedziony, ponieważ pod koniec wcale nie czułem sympatii do głównego bohatera... Dostrzegłem, że był tak nieustanny w szturmowaniu zmysłów, że... nie dał mi... Jako publiczności szansy na zaangażowanie się”. Mimo niezadowolenia Watersa, film uznawany jest przez ogół fanów za dobrą interpretację albumu Pink Floyd i dobry film w swojej kategorii.
David Gilmour oznajmił, że to właśnie podczas tworzenia filmu rozpoczął się jego spór z Watersem. Podczas kręcenia filmu dokumentalnego Behind The Wall stwierdził jednak, iż „film był mniej udaną próbą opowiedzenia historii The Wall niż wersje koncertowe i album studyjny”.

## Osiągnięcia
W Polsce film uzyskał certyfikat platynowej płyty DVD.